# Acronacantha nubilipennis
Acronacantha nubilipennis är en tvåvingeart som beskrevs av Wulp 1891. Acronacantha nubilipennis ingår i släktet Acronacantha och familjen parasitflugor.
Artens utbredningsområde är Costa Rica. Inga underarter finns listade i Catalogue of Life.